# Gissur Erlingsson
Gissur Ólafur Erlingson, född 25 januari 1974, är en svensk-isländsk statsvetare. 
Erlingsson disputerade 2005 vid Lunds universitet på en avhandling med titeln Varför bildas nya partier? Om kollektivt handlande och partientreprenörer.
Erlingsson forskar främst kring frågor om maktförhållanden i kommunpolitiken, villkoren för politiska uppdrag och granskning och ansvarsutkrävande samt risker för korruption och maktmissbruk på främst lokal nivå. Erlingsson var ordförande för SNS Demokratiråd 2022. 
Sedan 2021 är Erlingsson professor i statsvetenskap vid Centrum för kommunstrategiska studier vid Linköpings universitet, Campus Norrköping.

## Publikationer (urval)
- Brommesson, Douglas, Gissur Ó Erlingsson, Mattias Fogelgren & Jörgen Ödalen (2022). ”Teach More, But Do Not Expect any Applause: Are Women Doubly Discriminated Against in Universities' Recruitment Processes?”, Journal of Academic Ethics 20, 437–450.
- Erlingsson, Gissur Ó (2022). “A Stranger Thing? Sweden as the Upside Down of Multilevel Trust”, Journal of Trust Research 11(1), 22–41.
- Erlingsson, Gissur Ó & Emanuel Wittberg (2021). “Does Becoming a Politician Increase Internal Political Efficacy and Satisfaction with Democracy? Evidence from a Longitudinal Panel of Councillors in Sweden”, Representation 17(4), 475–496.
- Bergh, Andreas, Gissur Ó Erlingsson, Anders Gustafsson & Emanuel Wittberg (2019). “Municipally Owned Enterprises as Danger Zones for Corruption? How Politician's Having Feet in Two Camps May Undermine Conditions for Accountability”, Public Integrity 21(3), 320–352.
- Erlingsson, Gissur Ó & Emanuel Wittberg (2018). ”They Talk the Talk – But Do They Walk the Walk? On the Implementation of Right to Information-legislation in Sweden”, Scandinavian Journal of Public Administration, 22(4), 3–20.
- Erlingsson, Gissur Ó, Karl Loxbo & Richard Öhrvall (2012). ”Anti-immigrant Parties, Local Presence and Electoral Success”, Local Government Studies 38(6), 817–839.
- Erlingsson, Gissur Ó & Mikael Persson (2011). “The Swedish Pirate Party and the 2009 European Parliament Election: Protest or Issue Voting?”, Politics, 31(3), 121–128.
- Erlingsson, Gissur Ó (2006). ”Varför bildas nya partier? Vrede och revanschlust som beslutsmobiliserande krafter”, Sociologisk Forskning, 43(3), 42–72.
- Erlingsson, Gissur Ó (2005). Varför bildas nya partier: Om kollektivt handlande och partientreprenörer. Doktorsavhandling. Lund: statsvetenskapliga institutionen, Lunds universitet.